# Wayback Machine
La Wayback Machine (littéralement « machine à revenir en arrière ») est un site web mis à disposition par Internet Archive afin d'offrir un accès à des clichés instantanés de pages web stockés par l'organisme.

## Historique
Dès 1996, Internet Archive commence à capturer et enregistrer des pages web afin de les archiver. Puis, en 2001, l'équipe lance la Wayback Machine, qui offre une interface publique à cette base de données qui comporte à l'époque 10 milliards de pages représentant 100 térabits de données.  
L'appellation « Wayback Machine » renvoie à des épisodes du The Rocky and Bullwinkle Show, où M. Peabody, un chien à l'air professoral et son assistant Sherman (un animal de compagnie humain), utilisent une machine à remonter le temps appelée « WABAC Machine » pour décrire des évènements historiques célèbres.  
En octobre 2024, une cyberattaque majeure compromet 31 millions de comptes Wayback Machine, le service est hors service pendant plusieurs jours.  

## Contenu
La fréquence des instantanés est variable et dépend de plusieurs facteurs dont le nombre de liens entrants vers la page concernée.